# Kasprowy Potok
Kasprowy Potok – potok spływający dnem Doliny Kasprowej w polskich Tatrach Zachodnich. Ma źródła w Starych Szałasiskach (odnodze Doliny Kasprowej). Powstaje z połączenia dwóch niewielkich potoków; jeden z nich spływa głównym ciągiem Starych Szałasisk, drugi Zielonym Koryciskiem – orograficznie lewą odnogą tej doliny. Najwyżej położone źródła (1586 i 1578 m n.p.m.) znajdują się w głównym ciągu doliny Starych Szałasisk. Obydwa potoki łączą się z sobą na wysokości około 1380 m. Poniżej miejsca połączenia się tych potoków Kasprowy Potok zasilany jest wodą spływającą z Kasprowego Wywierzyska.
Koryto Kasprowego Potoku zazwyczaj jest suche, szczególnie w środkowym biegu, gdyż dno doliny zawalone jest rumowiskiem kamiennym, w które wsiąka woda. Kasprowy Potok uchodzi na wysokości ok. 1105 m n.p.m. do Bystrej jako jej prawy dopływ.
Niemalże w samym korycie Kasprowego Potoku znajduje się wylot Jaskini Kasprowej Niżniej. W okresie dużych opadów wylot ten zamienia się w duże źródło zasilające Kasprowy Potok.
Kasprowy Potok ma długość 2,55 km, spadek 18,3%, a powierzchnia zlewni wynosi 2,939 km².

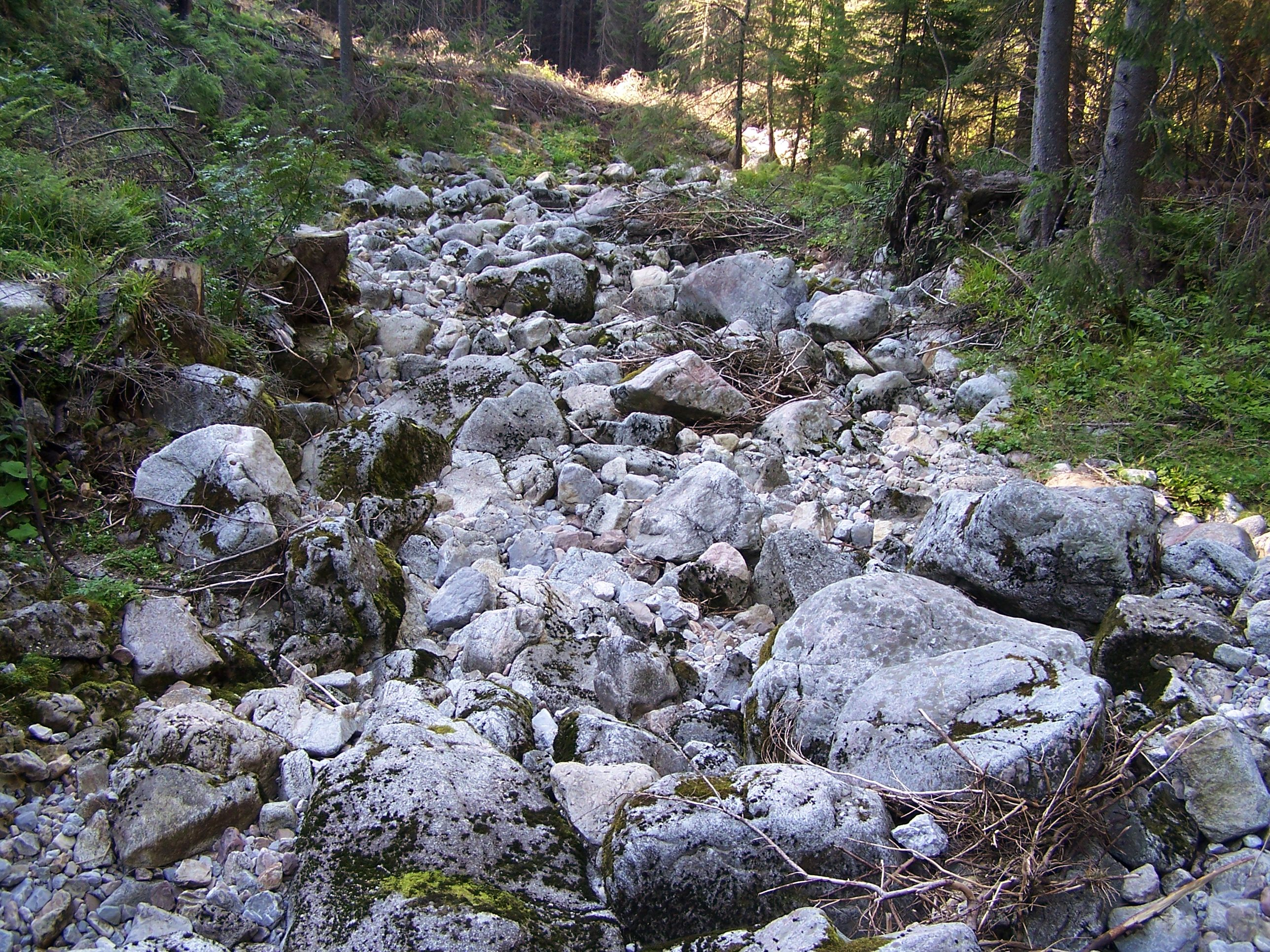
Suche koryto Kasprowego Potoku